# Роберта Фарінеллі
Роберта Фарінеллі (італ. Roberta Farinelli, 6 лютого 1970) — італійська синхронна плавчиня.
Учасниця Олімпійських Ігор 1996 року, де в змаганнях груп у складі своєї збірної посіла 6-те місце.